# 바네사 바든
바네사 바든(Vanessa Baden, 1985년 9월 8일 ~ )은 미국의 배우, 텔레비전 배우, 영화배우이다.
맨해튼비치에서 태어났다.

## 영화
- 더 매직 시티 (2014년)